# British Aerospace Hawk 200
El British Aerospace Hawk 200 es un caza ligero, monoplaza y monomotor; pensado para ser usado como Caza polivalente, defensa aérea, Guerra aeronaval, interceptor, apoyo aéreo cercano y ataque a tierra.

## Desarrollo
El proyecto empezó en 1984, la idea de British Aerospace era crear una variante apta para combate del ya existente BAE Hawk. Fue designado como Hawk 200, hasta ese momento los Hawk eran usados típicamente como aeronaves de entrenamiento avanzado para los pilotos militares con capacidades de combate secundarias. Se produjo una sola aeronave prototipo de vuelo para apoyar el proceso de desarrollo. Esta hizo su primer vuelo el 19 de mayo de 1986.

## Componentes
Francia -  Reino Unido

### Electrónica
| Sistema           | País                    | Fabricante   | Notas                          |
| ----------------- | ----------------------- | ------------ | ------------------------------ |
| Sistema de escape | Bandera del Reino Unido | Martin-Baker | Asiento eyectable modelo Mk.10 |

### Propulsión
| Sistema | País                                         | Fabricante            | Notas            |
| ------- | -------------------------------------------- | --------------------- | ---------------- |
| Motor   | Bandera de Francia · Bandera del Reino Unido | Rolls-Royce Turbomeca | 2 × Adour Mk 871 |

## Operadores
Esta aeronave es operada por los siguientes países:
- Fuerza Aérea de indonesia con 28 unidades en servicio.
- Real Fuerza Aérea de Malasia con 14 unidades en servicio, de un total original de 18.
- Real Fuerza Aérea de Omán con 11 unidades en servicio de un total original de 12.

## Especificaciones

### Características generales
- Tripulación: 1
- Longitud: 11,4 m (37,3 ft)
- Envergadura: 9,4 m (30,8 ft)
- Altura: 4,2 m (13,6 ft)
- Superficie alar: 16,7 m² (179,7 ft²)
- Peso vacío: 4128 kg (9098,1 lb)
- Peso máximo al despegue: 9101 kg (20 058,6 lb)
- Planta motriz: 1× turborreactor Rolls-Royce Turbomeca Adour Mc 871.
  - Empuje normal: 26 kN (2651 kgf; 5845 lbf) de empuje.

### Rendimiento
- Velocidad nunca excedida (Vne): 1037 km/h (644 MPH; 560 kt)
- Velocidad crucero (Vc): 796 km/h (495 MPH; 430 kt) a 12.500 msm
- Velocidad de entrada en pérdida (Vs): 197 km/h (122 MPH; 106 kt)
- Alcance: 892 km (482 nmi; 554 mi) solo estanques internos.
- Alcance en combate: 617 km (333 nmi; 383 mi)
- Alcance en ferry: 1950 m (6398 ft) con 3 tanques desechables.
- Techo de vuelo: 15 250 m (50 033 ft)
- Régimen de ascenso: 58,4 m/s (11 496 ft/min)

  - Distancia de despegue con carga máxima de armas: 2 134 m (7 001 ft)
  - Distancia de aterrizaje al peso máximo de aterrizaje con rampa de freno: 854 m (2 802 ft)
  - Distancia de aterrizaje al peso máximo de aterrizaje sin rampa de freno: 1 250 m (4 100 ft)

### Armamento
- Armas de proyectiles: 1
- Puntos de anclaje: 7 para cargar una combinación de:  
  - Bombas: 

    - Mark 82
    - Mark 83
    - Paveway II
    - BL755
    - Torpedo Sting ray

  - Cohetes: 

    - SNEB
    - CRV7

  - Misiles: 

    - AIM-120 AMRAAM
    - Skyflash
    - AIM-132 ASRAAM
    - AIM-9 Sidewinder
    - AGM-65 Maverick
    - Sea Eagle

  - Otros: Vaina de reconocimiento

### Aviónica
- AN / APG-66
- Marconi Infrarrojo de barrido frontal

#### Aeronaves similares
- K-8 Karakorum